# ムラト3世

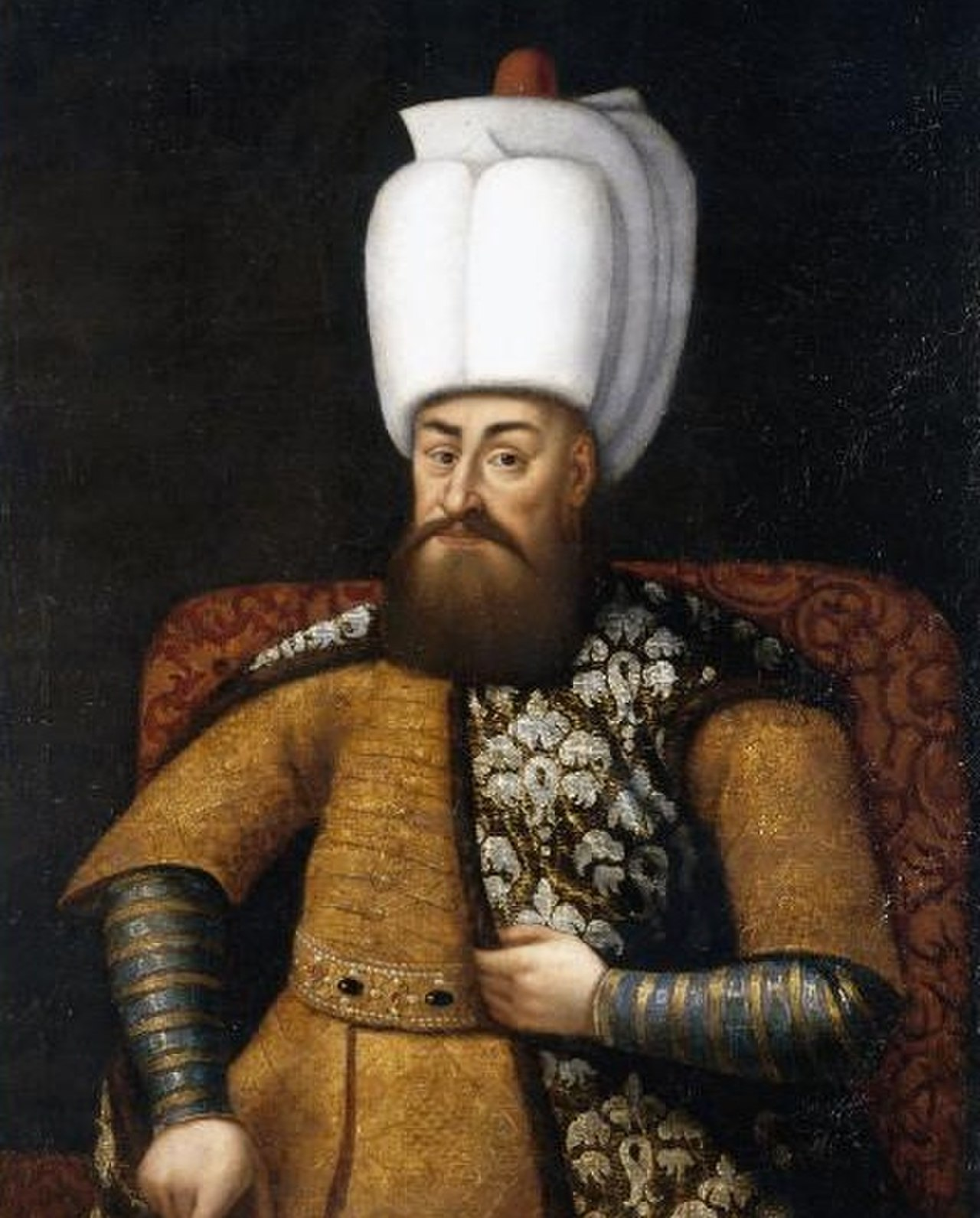
ムラト3世

ムラト3世（Murad III, 1546年7月4日 - 1595年1月15日）は、オスマン帝国の第12代皇帝（在位：1574年12月15日 - 1595年1月15日）。第11代皇帝セリム2世の子。

## 生涯

### 即位するまで
1546年、ムラトはマニサでセリムとヌール・バーヌの子として生まれた。彼は1557年の割礼の儀式の後、アクシェヒルの知事になった。
1574年、父のセリム2世の突然の崩御の知らせを任地のマニサでうけとった。ムラトの5人の弟はみな幼く、まだ太守として任命されてなかったため、彼は実質的に唯一の継承者と見なされていた。大宰相ソコルルから送られてきた知らせには、マルマラ海岸でムラトを迎える船が用意されるとのことだったが、駆けつけたムラトを迎える船は来なかった。やむなく自ら手配した船でムラトは酷い嵐に悩まされつつもトプカプ宮殿にたどり着いた。
即位した後は、祖父スレイマン1世（大帝）時代の大宰相・ソコルル・メフメト・パシャや、その後を受けた妃サフィエ・スルタンの補佐を受け、彼自身は何もしなくても宰相たちが政務をやってくれるという体制が続いた。

### オスマン・サファヴィー戦争
対外政策においては、1578年から1590年までの12年間、イランのサファヴィー朝と交戦した。ソコルル・メフメト・パシャは開戦に否定的であったが、ムラト3世は主戦派におされ、戦争を開始した。サファヴィー朝はタフマースブ1世の死後宮廷は乱れ、さらに貴族たちの間で派閥争いが起きていた。この隙をついて、オスマン側はアゼルバイジャンなどのコーカサス獲得を目的としてクリム・ハン国と共に戦争を始めた。オスマン側は早くもイラン西部を獲得し、クリム・ハン国率いる軍隊はアゼルバイジャンを攻撃した。1583年にたいまつの戦いで勝利しいよいよコーカサス、イラン西部の支配を固め、1585年にタブリーズを、1588年にカラバフを攻略した。1590年にサファヴィー朝と和平を結び、コーカサスの支配権を認めさせた。しかしこれも、名宰相たちのおかげでしかなく、サファヴィー朝の側が王を交代や1587年のシャイバニー朝の侵入、さらにサファヴィー側の内紛、シャー直属のグズルバシュ同士の内紛、といった条件が重なった結果であった。戦争中にソコルル・メフメト・パシャは暗殺され、帝国の政体は軍事国家から官僚国家に移行して行くことになる。しかし、後にアッバース1世のもとでサファヴィー朝が勢いを取り戻し、反撃に出た。1603年にタブリーズを奪還され、さらにグルジア、アゼルバイジャンの要衝を奪われたため、1607年までにオスマン帝国はムラト3世時代に獲得した領土を全て失った。

### 長期トルコ戦争
このような状況は西の戦線でも見られ、1591年にオスマン帝国のボスニア州の知事が王領ハンガリーに侵攻したのを契機として1592年に、ビハチ城塞を陥落させた。そこでキリスト教徒5000人が殺害されたという。1593年、コジャ・シナン・パシャに引きずられ、有力軍人たちの覇権争いの結果として、本格的に王領ハンガリーへの侵攻が始まった。当初はウィーンに通じる要衝のジュールを占領するなど戦果を挙げた。しかし、シサクの戦いで敗れ、1595年にエステルゴム要塞を失った。オスマン側の不利と見たトランシルヴァニア、ワラキア、モルドバの三国はハプスブルク側についた。さらには、カルガレニの戦いでシナン・パシャ率いる軍がミハイ勇敢公に敗れた。この戦争においてある城を取れば別の城が奪われるという一進一退の状況が生まれた。このハプスブルク側との戦争は長期にわたり、和議が成立したのは、アフメト1世の頃だった。

### 財政危機とインフレーション
ムラト3世の治世中の1580年代、財政赤字が表面化した。1581年に初めて年間の収支が赤字になった。帝国は大量の兵士を雇う金と、新技術の導入、そしてサファヴィー朝との戦いやハプスブルク家との長期トルコ戦争などの相次ぐ遠征により財政赤字はさらに拡大した。ムラト3世は、これを補うため、トリポリとチュニスの知事から大宰相を通じて賄賂をもらっていたという。財政悪化に対応すべく、1589年に軍隊の給料を銀の保有量を減らした銀貨で支払った。しかし常備騎兵の間で不満が高まり、イスタンブールでは暴動が発生し、大宰相のカニジェリ・シヤヴシュ・パシャは罷免された。
さらに新大陸からの銀の流入が16世紀以降の過剰人口と相まってインフレーションを引き起こした。これにより、食料価格は上昇し人々の購買力は半減した。特にアナトリアでのインフレーションは凄まじく、のちにジェラーリーの反乱へと繋がることとなる。
政府は税収を増やすべく、1590年代から非ムスリムが支払う人頭税を上記のインフレにあわせて税額を増やした。さらに、戦時などの臨時税であったアヴァールズ税を恒常化した。人頭税とアヴァールズ税の徴税に向かう徴税官には中央政府の周辺にいた常備騎兵が多く、これは彼らを徴税官として使うことで国庫に入る収入の確保と、彼らへの収入の２つが補填された。
また、さらなる税収を増やすべく徴税請負制の導入、拡大をした。徴税請負制とは、本来スィパーヒーに与えられていたティマール地を没収してその税収を群単位でまとめて(これをムカーターという。)、選ばれし徴税請負人に一定の期間で徴税権を与えるものである。そもそもティマール地からは税収が入って来なかったため、これにより税収は増加した。徴税請負人は政府が決定し、高い価格を提示し、保証人が確保された人物に徴税権が与えられる。請負期間は3年から9年、もしくは最大12年与えられたが、もしもより高い価格を提示した請負人が出た場合、途中で打ち切ることもできた。そのため、1年程度で徴税請負人が交代した。ムカーターを買い取った請負期間は前払いで納税額の一部を国庫に納めた。この徴税請負制度は以前からあったが、16世紀の末にその適用範囲が大幅に拡大された。この制度でオスマン帝国の税収に占める徴税請負制の割合は増加した。
ただし、ティマール地を没収された騎兵たちは後にジェラーリーの反乱で帝国に反逆することになる。

### 帝国の腐敗
ソコルルの死後、ムラトはソコルルのような強大な権力を持つ大宰相の存在を望まなかった。彼の時代には10回以上大宰相が交代した。短期間ながらも大宰相を任命しなかった時期もあったが、これは帝国史上異例のことだった。さらに自身を中心に権力を確立する政策を打ち出す。それは、ハレムを統括する黒人宦官長職が創設されたこと、母のヌールバーヌーが、「ヴァリテ」(母后という意味)という称号を得たことは宮廷にムラトを中心とした党派の形成に一躍買った。スルタンの権威を高めるため、バヤズィト2世を上回る歴史書が書かれたのも彼の時代である。
ムラト3世自身はハレムに入り浸って快楽に溺れたために、自身の楽しみに乱費して、オスマン帝国の財政をかえって悪化させ、帝国の衰退の原因を作り出してしまった。ムラト3世は、トプカプ宮殿の第2の庭に、自分のハレムを建設させた。トプカプ宮殿内に正式にハレムが建設されたのは、彼の代になってからだった。また、12年間におよぶ戦争で勝利したとはいえ、やはりその莫大な戦費は財政悪化の一因となってしまった。
やがてセルジューク・トルコの王族の末裔を称するシェムシ・パシャを寵愛し、その入れ知恵で大金を提供する者達に官職を与えるようになった。強欲な皇帝が公然と売官・収賄する腐敗ぶりを見て、シェムシ・パシャは公然と「わが王朝を滅ぼしたオスマン家に今や報復することが出来るぞ。腐敗は必ずや帝国を滅亡させるであろうから」と揚言したという。1579年にソコルル・メフメト・パシャが暗殺されるとシェムシ・パシャは大宰相になった。しかし翌年シェムシ・パシャが亡くなるとララ・ムスタファ・パシャが大宰相になるがすぐ亡くなったため、コジャ・シナン・パシャが大宰相を務めた。ただし、シナン・パシャも1582年に解任されており、その後カニジェリ・シヤヴシュ・パシャを大宰相を任命しており、大宰相は頻繁に交代するようになる。その後もオズデミルオウル・オスマン・パシャ、ハディム・メシフ・パシャと大宰相は交代してるが1586年にはカニジェリ・シヤヴシュ・パシャが再び大宰相に就任している。晩年にはイングランド女王エリザベス1世の国使が来訪している。

### 生涯の最期
1595年1月、48歳で崩御。死因は膀胱か腎臓の病気であったとされる。ムラトは妻のサフィエとの間にメフメトと2人の娘がいた。しかし、母のヌール・バーヌは、もしものときのためにムラトの一夫一妻制を快く思わなかった。王位継承から5、6年後、ムラトは妹から新しい嫁をプレゼントされた。彼女らと性交を試みたが、ムラトは勃起不全（ED）だと判明した。母のヌール・バヌはサフィエと、その使用人を非難した。最終的には宮廷の医師がインポテンツの手術に成功したものの、副作用は急激な性的欲求の増加であった。彼が死去する時には彼に103人の子供がおり、男子は長男メフメト以外だけでも、19人もいた。跡を子のメフメト3世が継いだ。

## フィクション
トルコの作家、オルハン・パムクの小説『わたしの名は紅』では1591年のムラト3世の宮廷を題材に、「東洋と西洋の力の逆転」を描いている。